# Psaume rouge
Pour plus de détails, voir Fiche technique et Distribution.
Psaume rouge (Még kér a nép) est un film hongrois réalisé par Miklós Jancsó, sorti en 1972.

## Synopsis
Fin du XIXe siècle. Dans la plaine hongroise, des ouvriers agricoles, contraints à de misérables conditions de vie, se révoltent contre leurs seigneurs. L'intendant est capturé. Le comte propriétaire des domaines, est terrassé par une crise cardiaque. L'armée refuse de tirer. Le prêtre est jeté dans l'église, bientôt incendiée.  Après une période de « fraternisation », dans une ambiance dansante et musicale, des soldats qui s'étaient mêlés à la foule l'encerclent soudainement et tirent, provoquant un massacre parmi les paysans. Pourtant, la révolution finira par triompher : le revolver d'une militante abat successivement plusieurs soldats responsables des massacres...

## Fiche technique
- Titre : Psaume rouge
- Titre original : Még kér a nép (traduction approximative : Le peuple exige encore)
- Réalisation : Miklós Jancsó
- Scénario : Gyula Hernádi
- Dramaturgie : Yvette Biró
- Ingénieur du son : György Pinter
- Musique : Tamás Cseh, Ferenc Sebó et chants populaires et patriotiques hongrois
- Chorégraphie : Ferenc Pesovar
- Photographie : János Kende
- Montage : Zoltán Farkas
- Décors : Tamás Banovich et Tilda Gáti
- Costumes : Zsuzsa Vicze
- Production : Ottó Föld (Studio no 1 Mafilm, Budapest)
- Pays d'origine :  Hongrie
- Langue originale : hongrois
- Format : couleurs (Eastmancolor) - Mono
- Genre : Drame
- Durée : 87 minutes
- Date de sortie :
  - Hongrie : 9 mars 1972

## Distribution
- Lajos Balázsovits : le jeune officier
- András Bálint : le Comte
- Gyöngyi Bürös : la jeune paysanne
- Andrea Drahota : une militante socialiste
- József Madaras : Hegedüs
- Tibor Molnár : Csuzdi
- Erzsi Cserhalmi : un militant socialiste
- Bartalan Solti : le vieux

## Distinctions
- Prix de la mise en scène au Festival de Cannes 1972

## Autour du film
- Le titre original hongrois, emprunté à un poème de Sándor Petőfi, peut être traduit approximativement ainsi : "Le peuple exige encore..." (sous-entendu : "ce qu'on ne lui donne pas") ou encore "Vite, le peuple ne fait encore que demander…" comme l'indique Miklós Jancsó lui-même à André Cornand (in : La Revue du cinéma - Image et son, no 267, janvier 1973).

## Commentaires
- « Je peux seulement dire que je crois Psaume rouge cinématographiquement proche de Agnus Dei et philosophiquement proche de Ah! ça ira ». Ces propos de Miklós Jancsó démontrent clairement que, pour le cinéaste lui-même, Psaume rouge ne peut être séparé de son œuvre antérieure. Dans Psaume rouge se retrouvent les caractéristiques fondamentales d'une écriture spécifiquement originale : « dilatation et resserrement de l'espace dans le cadre du grand écran, mouvement constant de la caméra et des personnages, composition picturale des plans (26 plans-séquences pour ce qui concerne Psaume rouge), refus d'une continuité dramatique, alliance du théâtre et du cinéma. » (Michel Estève, Miklós Jancsó, in : Études cinématographiques, no 104-108, 1975)
- Toutefois, même s'il prolonge une réflexion antérieure, Psaume rouge accuse une rupture, ou au moins un tournant. « À vrai dire, au début du tournage, je n'avais aucune idée de ce que serait le film, mais je savais, je sentais qu'il ne pouvait pas être comme mes films précédents », affirme Jancsó (Entretien avec Miklós Jancsó, fiche technique Lusofrance-Distribution)
- « (…) Modelant l'espace au gré des figures géométriques, en perpétuel mouvement, depuis Les Sans-Espoir, Jancsó a constamment transcrit dans les structures esthétiques de son œuvre l'objet de sa méditation : l'homme prisonnier de l'Histoire, aliéné par un pouvoir totalitaire. » (Michel Estève, op. cit.)
- Or, beaucoup plus que dans Ah! ça ira (1968), « la figure du cercle - comme l'utilisation de l'espace ou la représentation du mouvement - apparaît, avec Psaume rouge, ambivalente et revêt deux significations opposées. (...) Elle s'affirme, une fois encore, le symbole de l'oppression et de la mort inexorable. (...) Mais, de façon régulière dans le cours du récit, la figure du cercle, loin de représenter une boucle infernale dont on ne saurait s'évader, devient ici le symbole de la fraternité révolutionnaire. (...) Le cercle s'ouvre et renvoie à un élan lyrique de communion en groupe dans la révolte contre un pouvoir totalitaire ; s'il se resserre, c'est pour se faire protecteur. » (Michel Estève, op. cit.)
- La dramaturgie du nu, régulièrement présente chez Jancsó, n'a également plus la même signification. « Auparavant, je montrais la nudité des femmes comme une image d'humiliation. Elles n'étaient que des objets entre les mains des oppresseurs : dans Silence et Cri, par exemple, des pions sur une table d'échecs. Dans Psaume rouge, la nudité c'est la joie de vivre. Et la femme représente aussi la tendresse », dit Jancsó (in : Écran 72, no 10, déc. 1972)
- Jonathan Rosenbaum loue, pour sa part, « l'étourdissant grand spectacle musical révolutionnaire de Miklós Jancsó, sensuel et aérien, où les éclats de nudité sont aussi lyriques que les chants, les danses et la nature. » (in: 1001 films à voir avant de mourir, Omnibus)
- Mais, si dans Psaume rouge, comme pour son œuvre antérieure, Jancsó « dédaigne un "réalisme esthétique" au profit d'un propos reposant sur une transcription symbolique du thème traité, il n'en demeure pas moins fidèle à l'authenticité historique, à l'esprit du réel historique », précise Michel Estève (op. cité).
- Sur ce sujet, effectivement, Jancsó nous dit : « Hernádi (le scénariste), comme d'habitude, a fait des recherches historiques assez poussées sur les mouvements paysans en Hongrie. (...) Il s'est inspiré de l'ouvrage d'un jeune historien Deszö Nagy, qui met l'accent sur l'importance prise dans ces mouvements insurrectionnels par les cantates, les psaumes et le folklore populaire. À partir de là, nous avons transposé, mais guère (...) Nous nous sommes rendu compte de ce que représentait l'espérance des pauvres à ce moment-là : quelque chose, oui, de presque religieux. » (Miklós Jancsó, in : Écran 72, no 10, déc. 1972)
- De fait, Jonathan Rosenbaum considère, à son avis, que l'« une des plus belles réussites de Jancsó est d'avoir créé un pont unique entre le passé et le présent, donnant de l'Histoire une immédiateté que l'on ne retrouve dans aucun autre film de cette époque. L'accusation de formalisme, qui revient souvent à son endroit, provient de l'incapacité à comprendre en profondeur ses sens historiques et politiques. » (in : 1001 films…, Omnibus)